# Stazione di Nishiachi
La stazione di Nishiachi (西阿知駅?, Nishiachi-eki) è una stazione ferroviaria situata nella città di Kurashiki, nella prefettura di Okayama in Giappone. Si trova sulla linea principale Sanyō.

## Linee e servizi
JR West
■ Linea principale Sanyō

## Caratteristiche
La stazione è dotata di un marciapiede a isola, con 2 binari in superficie. La stazione supporta la bigliettazione elettronica ICOCA ed è dotata di tornelli automatici di accesso ai binari.
| 1 | ■ Linea principale Sanyō | per Kurashiki, Okayama, Banshū-Akō e Himeji |
| 2 | ■ Linea principale Sanyō | per Shin-Kurashiki, Fukuyama e Mihara       |

## Stazioni adiacenti
| «                            | Servizio               | »                      |
| Linea principale Sanyō       | Linea principale Sanyō | Linea principale Sanyō |
| ---------------------------- | ---------------------- | ---------------------- |
| Kurashiki                    | Locale                 | Shin-Kurashiki         |
| Il rapido Sunliner non ferma |                        |                        |